# Narodnoje Opoltsjenje
Narodnoje Opoltsjenje (Russisch: Народное ополчение) is een metrostation aan de Grote Ringlijn van de Moskouse metro dat op 1 april 2021 is geopend.

## Geschiedenis
Op 28 juni 2011 werd besloten tot de aanleg van de Grote Ringlijn die al in het kaderplan van 1965 was opgenomen. In de zomer van 2012 werd het tracé voor het westelijke deel van de Grote Ringlijn tussen Koentsjevkaja en Chorosjovskaja vastgesteld en als openingsdatum december 2015 genoemd. Het station onder het kruispunt van de Maarschalk Zjoekovlaan en  de Demjan Bednystraat was ontworpen met twee verdiepingen om een gemakkelijke overstap tussen de Grote Ringlijn en de Roebljevo-Archangelsk-lijn te realiseren. In februari 2013 keurde de planningscommissie van de stad Moskou de bouw van het baanvak het  Koentsevskaja – Chorosjovskaja, inclusief station Oelitsa Narodnogo Opoltsjenija (straat van de volksmilitie), goed. Op 8 december 2020 werd de naam Oelitsa Narodnogo Opoltsjenija, in verband met de ligging, gewijzigd in Karamysjevskaja hetgeen op veel weerstand stuitte. De Moskouse veteranenvereniging liet weten dat de Oelitsa Narodnogo Opoltsjenija vlakbij ligt, zodat het geografische argument niet echt opgaat. De naam Narodnoje Opoltsjenje is bovendien een eerbetoon aan de jonge Moskovieten die als lid van de volksmilitie in 1941 naar het front gingen om Moskou te verdedigen. De stemming op het platform actieve burger begin 2021 leidde tot de naam Narodnoje Opoltsjenje en is dus niet gerelateerd aan de geografische ligging van het station. De volksmilitie wordt ondergronds geëerd met afbeeldingen op de tunnelwanden.

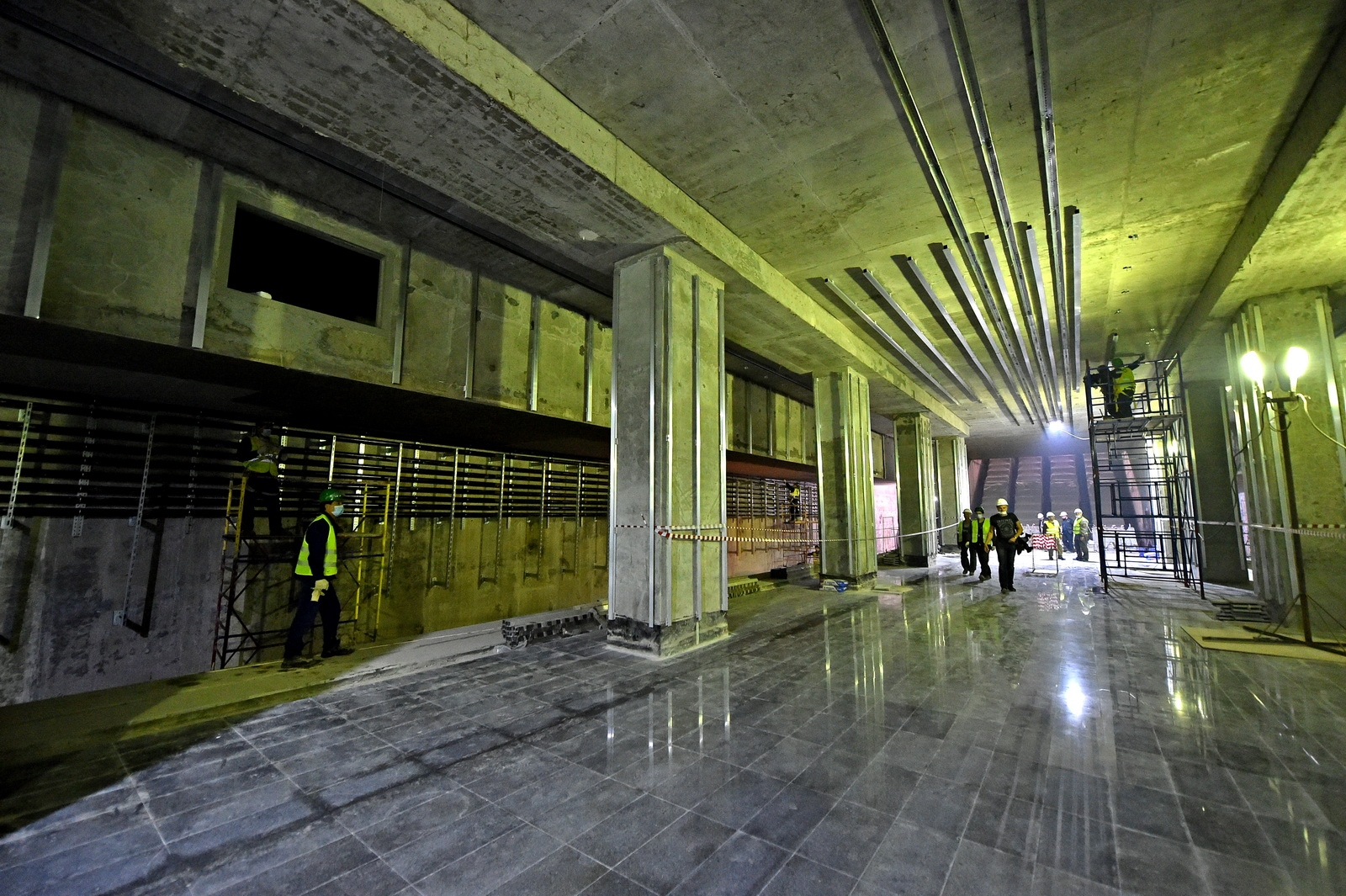
De ruwbouw op 26 augustus 2020
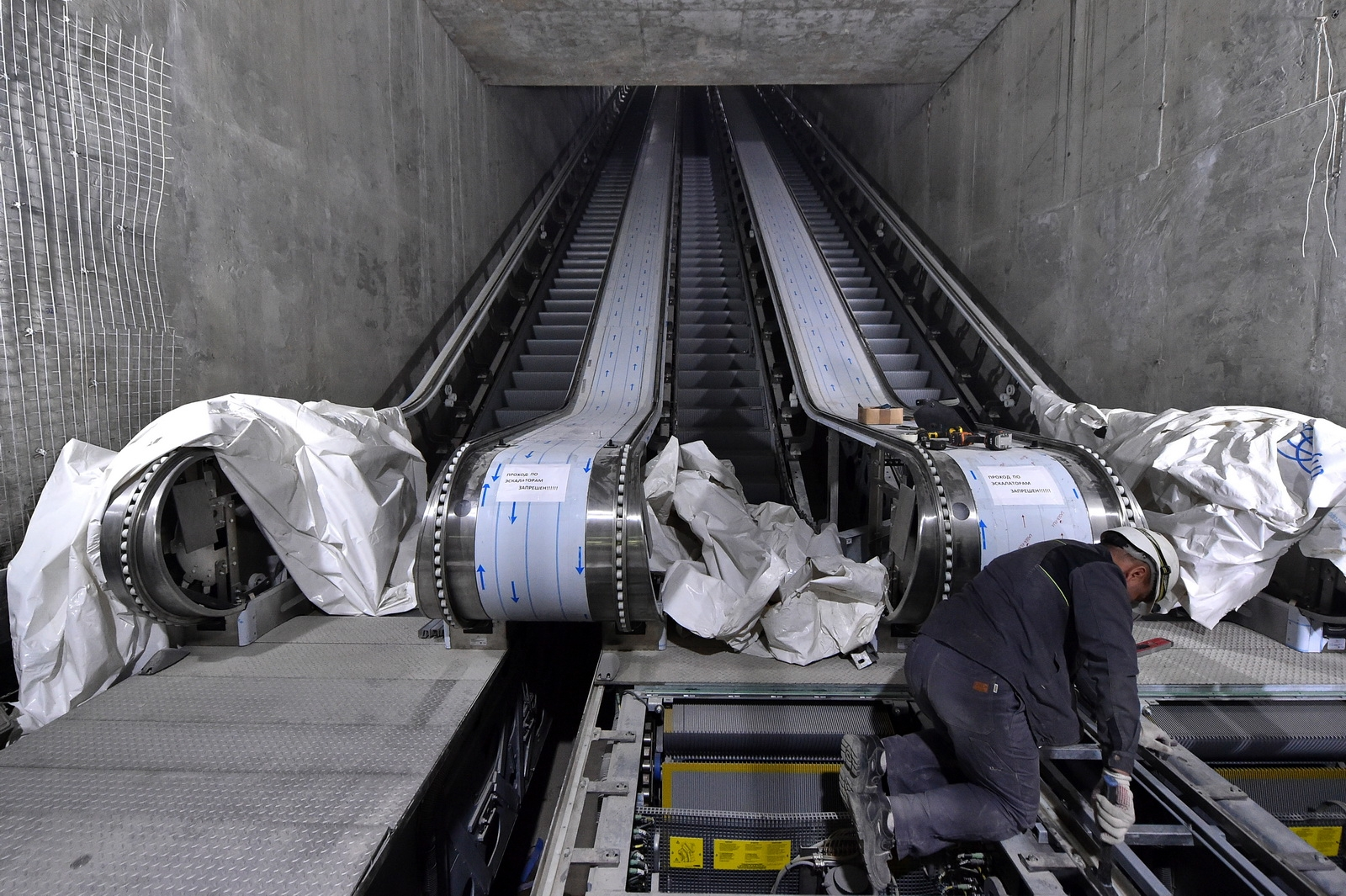
De montage van de roltrappen
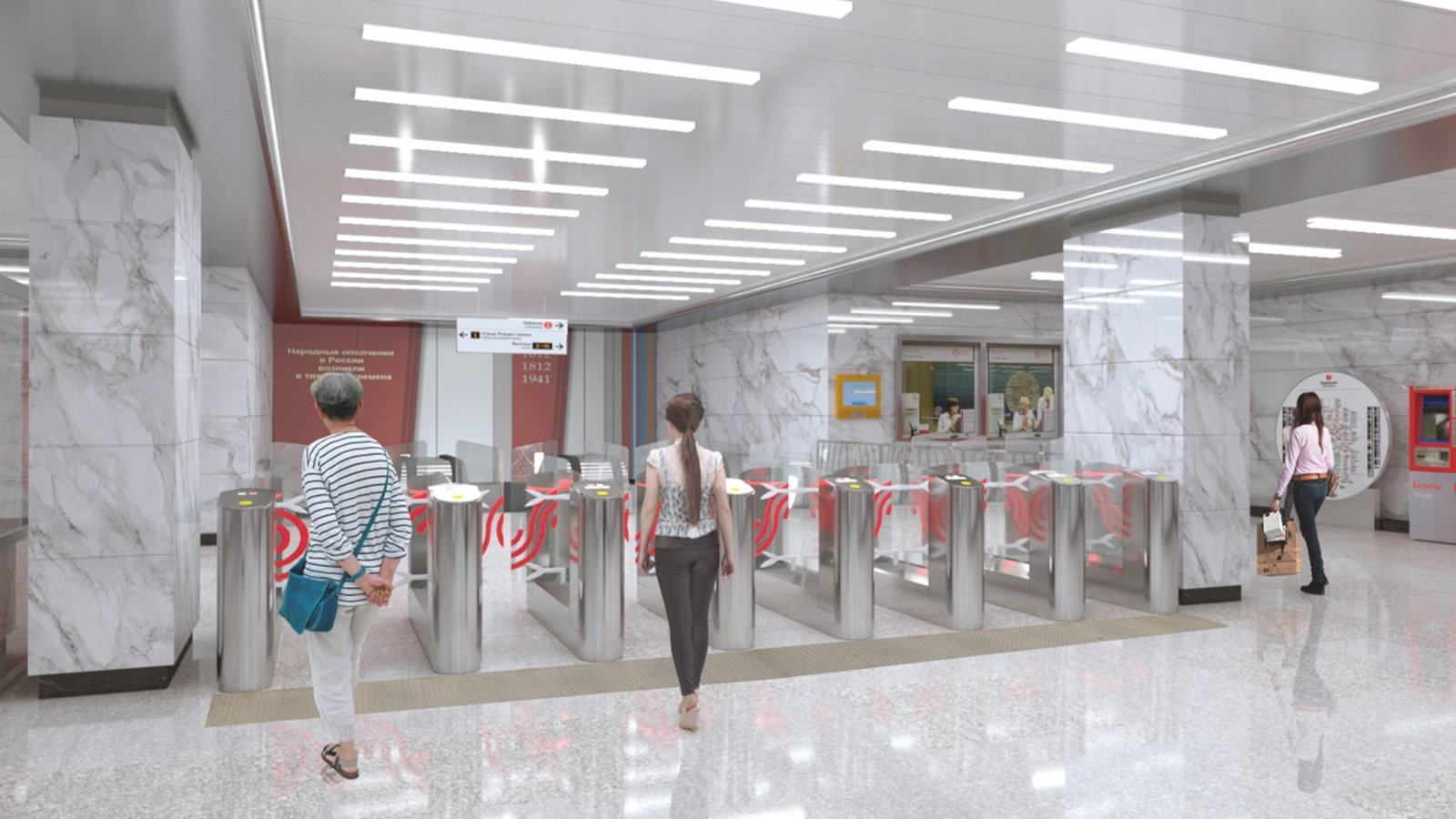
De verdeelhal met, boven de roltrappen, een eerbetoon aan de volksmilitie

## Ontwerp en ligging
Het station kent twee verdeelhallen, een westelijke en een oostelijke, met toegangen aan de Maarschalk Zjoekovlaan, de Demjan Bednystraat, de Mnjovnikistraat en de Straat van de volksmilitie. In de toekomst kunnen de reizigers hier overstappen op het gelijknamige station aan de Roebljevo-Archangelsk-lijn. De metro's in westelijke richting zullen omkeren bij  Mnjovniki zolang de verbinding naar Aminjevskoje Sjosse niet is voltooid. In verband met de bouw van het station zijn vier woonblokken aan de Maarschalk Zjoekovlaan gesloopt. Bij de tweede aanbestedingsprocedure in september 2017 is als eis gesteld dat de werkzaamheden op 31 december 2019 moeten zijn voltooid.  Op 2 augustus 2020 scheurde de voltooide tunnelbuis naar het oosten en liep die over een afstand van 600 meter vol met water, bovendien veroorzaakte dit ook zinkgaten in de bovenliggende wegen. De tunnelbuis voor de metro's in de andere richting werd op 6 augustus voltooid maar door het binnengelopen drijfzand in de andere buis was de opening van het station in 2020 niet meer mogelijk. De gescheurde tunnel werd hersteld door de grond te bevriezen en de scheuren te dichten. Op 4 januari 2021 werd aangekondigd dat het station eind februari/begin maart 2021 alsnog geopend zou worden. De opening door burgemeester Sobjanin vond uiteindelijk plaats in de ochtend van 1 april 2021. 